# Стернс (Кентуккі)
Стернс (англ. Stearns) — переписна місцевість (CDP) в США, в окрузі Маккрірі штату Кентуккі. Населення — 1365 осіб (2020).

## Географія
Стернс розташований за координатами 36°41′40″ пн. ш. 84°28′28″ зх. д. / 36.69444° пн. ш. 84.47444° зх. д. (36.694321, -84.474473).  За даними Бюро перепису населення США в 2010 році переписна місцевість мала площу 10,50 км², з яких 10,41 км² — суходіл та 0,09 км² — водойми.

## Демографія
Згідно з переписом 2010 року, у переписній місцевості мешкало 1416 осіб у 612 домогосподарствах у складі 399 родин. Густота населення становила 135 осіб/км².  Було 733 помешкання (70/км²).
Расовий склад населення:
| - 98,3 % — білих - 0,3 % — корінних американців - 0,1 % — вихідців з тихоокеанських островів - 0,1 % — азіатів |

До двох чи більше рас належало 1,3 %. Частка іспаномовних становила 0,0 % від усіх жителів.
За віковим діапазоном населення розподілялося таким чином: 22,4 % — особи молодші 18 років, 58,6 % — особи у віці 18—64 років, 19,0 % — особи у віці 65 років та старші. Медіана віку мешканця становила 43,0 року. На 100 осіб жіночої статі у переписній місцевості припадало 91,4 чоловіків;  на 100 жінок у віці від 18 років та старших — 85,6 чоловіків також старших 18 років.
Середній дохід на одне домашнє господарство  становив 28 370 доларів США (медіана — 17 891), а середній дохід на одну сім'ю — 31 948 доларів (медіана — 17 826). За межею бідності перебувало 40,7 % осіб, у тому числі 54,1 % дітей у віці до 18 років та 18,0 % осіб у віці 65 років та старших.
Цивільне працевлаштоване населення становило 440 осіб. Основні галузі зайнятості: фінанси, страхування та нерухомість — 30,7 %, освіта, охорона здоров'я та соціальна допомога — 28,0 %, науковці, спеціалісти, менеджери — 12,3 %, сільське господарство, лісництво, риболовля — 8,9 %.